# Terri Windling

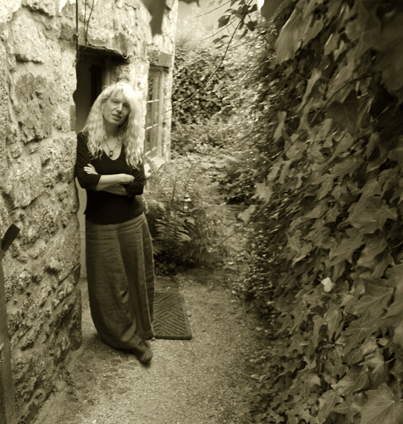
Terri Windling

Terri Windling (3 de diciembre de 1958 en Nueva Jersey) es una escritora, artista y ensayista estadounidense, creadora de libros para niños y para adultos. Windling ha ganado una gran cantidad de premios y galardones, entre los que se destaca el Premio Bram Stoker. Su colección The Armless Maiden ("La Doncella sin Brazos") fue nominada al premio Jr. Award.